# Stellidia nactistellaria
Stellidia nactistellaria är en fjärilsart som beskrevs av Charles Oberthür 1916. Stellidia nactistellaria ingår i släktet Stellidia och familjen nattflyn. Inga underarter finns listade i Catalogue of Life.